# Ubinas (localidad)
Ubinas es una localidad peruana ubicada en la región Moquegua, provincia de General Sánchez Cerro, distrito de Ubinas. Es asimismo capital del distrito de Ubinas. Se encuentra a una altitud de 3441 m s. n. m. Tenía una población de [¿cuántos?] habitantes en 1993.

## Clima
| Parámetros climáticos promedio de Ubinas | Parámetros climáticos promedio de Ubinas | Parámetros climáticos promedio de Ubinas | Parámetros climáticos promedio de Ubinas | Parámetros climáticos promedio de Ubinas | Parámetros climáticos promedio de Ubinas | Parámetros climáticos promedio de Ubinas | Parámetros climáticos promedio de Ubinas | Parámetros climáticos promedio de Ubinas | Parámetros climáticos promedio de Ubinas | Parámetros climáticos promedio de Ubinas | Parámetros climáticos promedio de Ubinas | Parámetros climáticos promedio de Ubinas | Parámetros climáticos promedio de Ubinas |
| Mes                                      | Ene.                                     | Feb.                                     | Mar.                                     | Abr.                                     | May.                                     | Jun.                                     | Jul.                                     | Ago.                                     | Sep.                                     | Oct.                                     | Nov.                                     | Dic.                                     | Anual                                    |
| ---------------------------------------- | ---------------------------------------- | ---------------------------------------- | ---------------------------------------- | ---------------------------------------- | ---------------------------------------- | ---------------------------------------- | ---------------------------------------- | ---------------------------------------- | ---------------------------------------- | ---------------------------------------- | ---------------------------------------- | ---------------------------------------- | ---------------------------------------- |
| Temp. máx. media (°C)                    | 18.2                                     | 18                                       | 17.9                                     | 18                                       | 17.5                                     | 17.1                                     | 16.9                                     | 17.7                                     | 18.4                                     | 19.3                                     | 19.6                                     | 19.1                                     | 18.1                                     |
| Temp. media (°C)                         | 11.2                                     | 11.2                                     | 11                                       | 10.2                                     | 9                                        | 8                                        | 7.4                                      | 8                                        | 9.4                                      | 10.2                                     | 10.8                                     | 11.2                                     | 9.8                                      |
| Temp. mín. media (°C)                    | 4.3                                      | 4.5                                      | 4.1                                      | 2.5                                      | 0.5                                      | -1                                       | -2                                       | -1.6                                     | 0.4                                      | 1.1                                      | 2                                        | 3.4                                      | 1.5                                      |
| Fuente: climate-data.org                 |                                          |                                          |                                          |                                          |                                          |                                          |                                          |                                          |                                          |                                          |                                          |                                          |                                          |